# Хейлвуд
Хейлвуд (англ. Halewood) — город в Англии, в метрополитенском районе Ноусли, Мерсисайд. Население — 20 116 человек.

## История
Исторически расположен в Ланкашире.
В городе есть заводы Jaguar и Land Rover, а также фармацевтическая фабрика Dista.

## Известные уроженцы
- Стив МакМахон, полузащитник
- Фред Лоулесс, драматург
- Катарина Джонсон-Томпсон, семиборец